# Robin Hanson

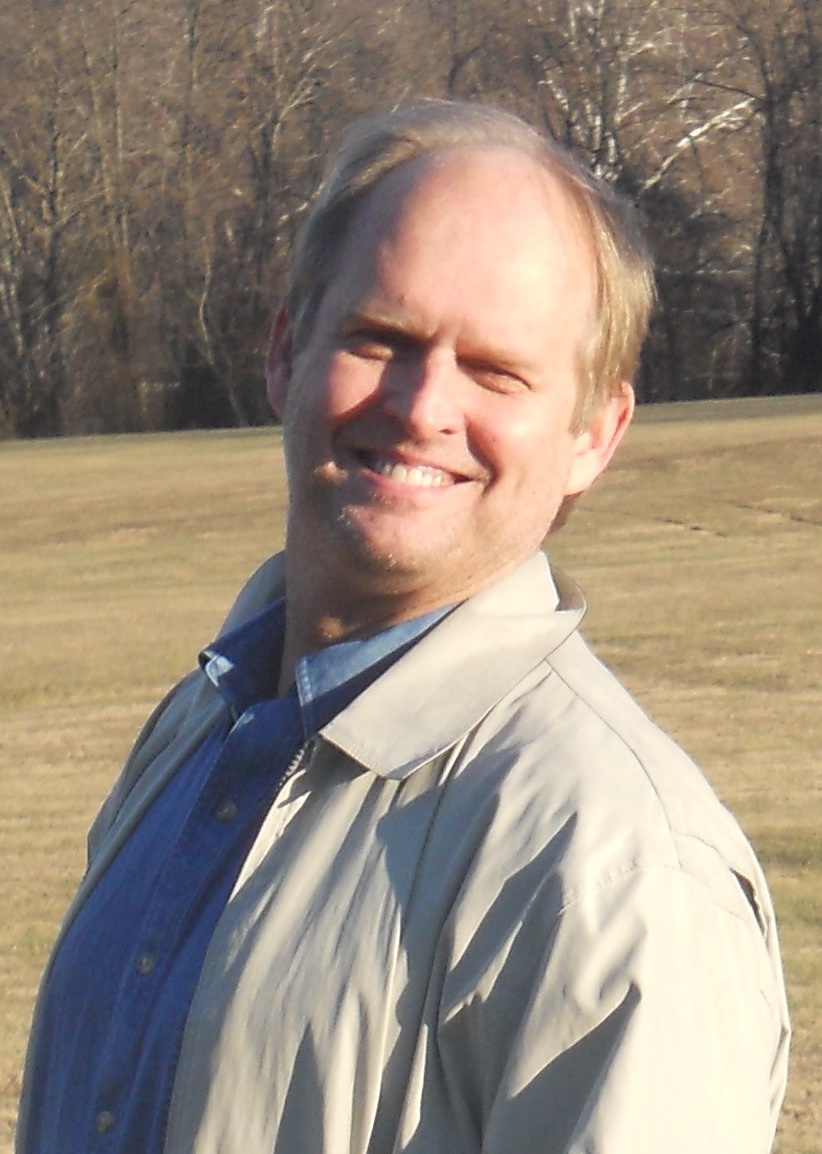
Robin Hanson 2011

Robin Hanson (* 28. August 1959) ist ein US-amerikanischer Ökonom. Er ist Professor am Department für Wirtschaftswissenschaften an der George Mason University in Fairfax (Virginia) und freier wissenschaftlicher Mitarbeiter am Future of Humanity Institute der University of Oxford. Außerdem ist er Chief Technical Officer bei Consensus Point.

## Leben
Hanson schloss 1981 seinen Bachelor of Science in Physik an der University of California, Irvine ab. An der University of Chicago erhielt er 1984 einen Master of Science in Physik und einen Master of Arts in Wissenschaftstheorie. Danach erforschte Hanson Maschinelles Lernen für Lockheed, arbeitete am Projekt Xanadu, und beschäftigte sich am Ames Research Center der NASA mit Bayesscher Statistik. Seinen Ph.D. in Sozialwissenschaften absolvierte er 1997 am Caltech. Von 1997 bis 1999 forschte Hanson an der University of California, Berkeley auf dem Gebiet der Gesundheitspolitik. Seit 1999 ist er Professor an der George Mason University.
Hanson ist verheiratet und Vater zweier Söhne. Er beschreibt sich selbst als „süchtig nach viewquakes“, nach Ideen, die radikal die Weltsicht verändern. Zu seinen Interessen zählen Dezentralisierung der Politik, Zukunftsthemen (u. a. Mind uploading, Nanotechnologie, Kryonik, Künstliche Intelligenz, Technologische Singularität), Fractal Image Format,
Quantenmechanik, die Legalisierung von Marihuana und die Männerbewegung. Hanson ist seit November 2006 Autor des Blogs Overcoming Bias.

## Arbeit
Hanson entwickelte alternative Institutionen auf vielen verschiedenen Feldern, z. B. für das Gesundheitswesen, die Strafverfolgung, Gespräche oder Wohltätigkeit. Ein Schwerpunkt von Hansons Arbeit sind Prognosemärkte. Hanson erfand mehrere Market Scoring Rules, welche die Qualität von Voraussagen beurteilen und belohnen.
In Age of Em (2016, deutsch sinngemäß: Zeitalter der emulierten Verstände) beschäftigt sich Hanson mit Mind Uploading und entwirft eine Gesellschaft, in der Gedächtnis und Bewusstsein lebender und historischer Menschen auf Rechnern massenhaft vervielfältigt, modifiziert und zur Einbettung in arbeitende Roboter und prognostische Simulationen verwendet werden können. Je nach Bedarf und Energiebedarf könne somit auch eine auf unterschiedlichen Zeitebenen aufgebaute Zivilisation befördert werden.

## Futarchy
Die Futarchy ist eine von Hanson vorgeschlagene Abwandlung der Demokratie, die mit Hilfe von Prognosemärkten politische Entscheidungen verbessern soll. Die New York Times nannte es ein Schlagwort des Jahres 2008.

### Funktionsweise
Demokratische Abstimmungen werden weiterhin verwendet, um zu entscheiden, welche Ziele erreicht werden sollen, beispielsweise Reduzierung der Arbeitslosigkeit, Erhöhung des Bruttoinlandsprodukts, Verbesserung der Luftqualität etc. Diese Ziele müssen messbar sein und könnten auch in einem Zielindex aggregiert werden.
Sind die Ziele festgelegt, wird auf Prognosemärkten entschieden, wie sie am besten erreicht werden können. Politikmaßnahmen können von jedem Bürger nach Hinterlegung einer Kaution vorgeschlagen werden. Wird eine Politikmaßnahme vorgeschlagen, eröffnen zwei Märkte: Einer, der den Erfüllungsgrad des Zielindexes nach Umsetzung der Maßnahme voraussagt, ein zweiter, der Erfüllungsgrad des Zielindexes nach Nichtumsetzung der Maßnahme voraussagt. Jeder Bürger kann beliebige Summen wetten bzw. Wertpapiere erwerben. Sollten die sich ergebenen Quoten bzw. Marktpreise anzeigen, dass der Erfüllungsgrad nach Umsetzung höher ist als nach Nichtumsetzung, wird die Maßnahme umgesetzt. Das Zehnfache der vom Initiator der Maßnahme hinterlegten Kaution wird zurückerstattet. Eine vorher festgelegte Zeitspanne nach der Umsetzung wird der Zielindex gemessen. Die Investoren werden entsprechend der Güte ihrer Vorhersage entlohnt.

### Ökonomik
Spekulative Märkte können mindestens zwei Probleme der Demokratie lösen: Erstens würden Fehlinformationen und Vorurteile in Sachfragen, unter denen die Demokratie leidet, auf politische Entscheidungen einen geringeren Einfluss haben als bei einer demokratischen Wahl. Zweitens könnte das Anreizproblem von politikberatenden Expertengremien in der Demokratie beseitigt werden, da diese Experten in der Demokratie weder für falsche Ratschläge bestraft noch für richtige Ratschläge belohnt werden. Auf Prognosemärkten würden sie finanziell bestraft bzw. belohnt.

## Kritik

### Futarchy
Der Ökonom Tyler Cowen kritisiert, dass die Ziele nur schwer von den Maßnahmen klar zu trennen seien.
Der Jurist Michael Abramowicz kritisiert, dass Menschen nicht nur Präferenzen für bestimmte Ziele, sondern auch für bestimmte Maßnahmen hätten. Diese Präferenzen seien legitim und würden in der Futarchy nicht berücksichtigt.

### „Sex-Ungleichheit“ und Umverteilung
Besondere mediale Rezeption und Kritik fanden Äußerungen Hansons, in denen er ein Recht auf Sex erwog. Er polemisierte dies zum einen im Vergleich mit den Forderungen nach Vermögensumverteilung durch die politische Linke, argumentierte aber auch über die Gewährleistung der Erfüllung von Grundbedürfnissen junger Männer und der Gefahrenabwehr durch sexuell frustrierte Gruppen wie Incels. Ross Douthat bezeichnete die Vision Hansons in der New York Times als langfristig unvermeidbar. Alexandra Scaggs hob in der Financial Times den Unterschied zwischen einer Ware und einer menschlichen Beziehung hervor. Hanson habe mit dem Thema eine „toxische Konversation“ angestoßen, die die Incel-Bewegung sogar gestärkt habe, befand Samantha Cole für Vice.